# Alger megye
Alger megye az Amerikai Egyesült Államokban, azon belül Michigan államban található. Megyeszékhelye és legnagyobb városa Munising. Lakosainak száma 8842 fő (2020. április 1.). Alger megye Delta, Luce, Schoolcraft, Marquette és Thunder Bay District megyékkel határos.

## Népesség
A megye népességének változása:
| Lakosok száma | 9560 | 9556 | 9512 | 9522 | 9383 | 8842 |
|               | 2010 | 2011 | 2012 | 2013 | 2015 | 2020 |